# Adriano Baracco
Adriano Baracco (Vicenza, 28 settembre 1907 – Milano, 22 luglio 1976) è stato un giornalista, sceneggiatore, produttore cinematografico e curatore di riviste, nonché scrittore di fantascienza italiano.

## Biografia
È noto soprattutto per avere curato i settimanali di cinema Hollywood (dal 1945 al 1952) e Festival - piccolo settimanale di attualità cinematografiche dal 1953 al 1961, nonché di Novella Film dal 1947 al 1958 per 575 numeri complessivi, stampati tutti per le edizioni Vitagliano di Milano. Fu anche direttore responsabile della seconda serie di Cinema dal 1948 al 1953.
Si dedicò anche al cinema come produttore: nel 1961 fondò insieme a Mino Loy la Zenith Cinematografica, che finanziò perlopiù documentari e film a mediometraggio per ragazzi e della quale fu produttore esecutivo fino al 1964. Tra il 1962 e il 1972 sceneggiò una ventina di pellicole, dirette tra gli altri da Vittorio Sala, Alessandro Blasetti, Mauro Bolognini, Dino Risi e Alberto Lattuada.
Scrisse due romanzi di fantascienza sotto lo pseudonimo di Audie Barr, entrambi pubblicati nella collana Urania: I figli della nuvola (1957) e Gli schiavi di Rox (1958). Scomparve a 68 anni.

## Opere
(parziale)

### Romanzi
- I figli della nuvola, Urania 162, Arnoldo Mondadori Editore, 1957 (come Audie Barr)
- Gli schiavi di Rox (romanzo breve), Urania 186, Arnoldo Mondadori Editore, 1958 (come Audie Barr)

## Filmografia parziale

### Sceneggiatore
- Donne sole, regia di Vittorio Sala (1956)
- Intrigo a Los Angeles, regia di Romano Ferrara (1964)
- Il treno del sabato, regia di Vittorio Sala (1964)
- Berlino: appuntamento per le spie, regia di Vittorio Sala (1965)
- Operazione San Gennaro, regia di Dino Risi (1967)
- Questi fantasmi, regia di Renato Castellani (1967)
- Gangsters '70, regia Mino Guerrini (1968)
- Meglio vedova, regia di Duccio Tessari (1968)
- L'arcangelo, regia di Giorgio Capitani (1969)
- Una breve stagione, regia di Renato Castellani (1969)